# Santiago Ibraim Silva Azambuja
Santiago Ibraim Silva Azambuja (Salto, 11 maggio 1999) è un calciatore uruguaiano, portiere dell'América de Cali.

## Caratteristiche tecniche
Si distingue per l'abilità nel parare i calci di rigore e per la buona tecnica in fase di impostazione.

## Carriera
Silva è cresciuto nel settore giovanile del Defensor Sporting, nel 2019 è stato acquistato dal Boston River dove è stato promosso al ruolo di portiere di riserva nella stagione 2022. Ha debuttato in prima squadra il 22 novembre nell'incontro di Primera División vinto 2-0 contro il Plaza Colonia. A partire dall'anno successivo, con la cessione del titolare Gonzalo Falcón, è stato designato come nuovo portiere titolare battendo la concorrenza del neoacquisto Mauro Goicoechea.
Il 10 gennaio 2025 è stato acquistato a titolo definitivo dall'América de Cali.

## Statistiche

### Presenze e reti nei club
Statistiche aggiornate al 24 marzo 2025.
| Stagione            | Squadra             | Campionato          | Campionato | Campionato | Coppe nazionali | Coppe nazionali | Coppe nazionali | Coppe continentali | Coppe continentali | Coppe continentali | Altre coppe | Altre coppe | Altre coppe | Totale | Totale | Totale |
| Stagione            | Squadra             | Comp                | Pres       | Reti       | Comp            | Pres            | Reti            | Comp               | Pres               | Reti               | Comp        | Pres        | Reti        | Pres   | Reti   |        |
| ------------------- | ------------------- | ------------------- | ---------- | ---------- | --------------- | --------------- | --------------- | ------------------ | ------------------ | ------------------ | ----------- | ----------- | ----------- | ------ | ------ | ------ |
| 2021                | Boston River        | PD                  | 1          | 0          |                 | -               | -               |                    | -                  | -                  |             | -           | -           | 1      | 0      |        |
| 2022                | Boston River        | PD                  | 37         | -36        | CU              | 0               | 0               |                    | -                  | -                  |             | -           | -           | 37     | -36    |        |
| 2023                | Boston River        | PD                  | 31         | -39        | CU              | 1               | -2              | CL                 | 4                  | -2                 |             | -           | -           | 36     | -43    |        |
| 2024                | Boston River        | PD                  | 26         | -27        | CU              | 2               | -1              |                    | -                  | -                  |             | -           | -           | 28     | -28    |        |
| Totale Boston River | Totale Boston River | Totale Boston River | 95         | -102       |                 | 6               | -3              |                    | 1                  | -2                 |             | -           | -           | 102    | -107   |        |
| 2025                | América de Cali     | A                   | 3          | -4         | CC              | 0               | 0               | CS                 | 0                  | 0                  | -           | -           | -           | 3      | -4     |        |
| Totale carriera     | Totale carriera     | Totale carriera     | 98         | -106       |                 | 6               | -3              |                    | 1                  | -2                 |             | -           | -           | 105    | -111   |        |